# رد باد (ایلینوی)
رد باد، ایلینوی (به انگلیسی: Red Bud, Illinois) یک شهر در ایالات متحده آمریکا با جمعیت ۳٬۶۹۸ نفر است که در ایلی‌نوی واقع شده‌است.

## موقعیت جغرافیایی
موقعیت جغرافیایی شهرها و مناطق اطراف به شرح زیر است: